# Раде Вујачић
Раде Вујачић (Никшић, 16. новембра 1983) црногорски је бизнисмен, почасти конзул Грузије у Црној Гори.

## Рани живот и едукација
Раде Вујачић је рођен 16. новембра 1983. године у Никшићу. Завршио је основну као и средњу школу у Никшићу.
Своје студије завршио је у Москви на МАБиУ интернационалној академији за бизнис и менаџмент на Ломоносов универзитету.

## Каријера
Након матурирања на факултету, основао je Soho Group, смјештен у Бару, који се бави туризмом, угоститељством и изградњом.Раде је генерални менаџер „Soho Group“ и председник асоцијације бизнисмена града Бара.
Soho Group чине бизнис клуб „Soho Caffe“, приватна клиника „Хипократ“, инвестицијско друштво „Your Home“.
Раде Вујачић такође управља и „Soho Gradnja“ — породичним грађевинским предузећем, основаним 1987. Предузеће се налази међу 100 највећих компанија у Црној Гори (25. по укупном приходу).
Предузећа Раде Вујачића изградиле су низ пројеката,међу којима су изградња Belvedere комплекса у центру бара, пројекат “Добре Воде” , туристички комплекс Пећурице, комплекс “Sun Residence”.
Поред тога, „Soho Group“ бави се и хуманитарним радом, као и инвестирањем у развој спорта у граду Бару а и шире, те даје значајан допринос религијским заједницама и школама.
2018. године, Soho Group заједно са Ликом Холдингом (Украјина),покреће заједничко предузеће Liko Soho Group које развија хотел са 5 звездица у Бару, Црна Гора. Инвестиција у пројекат хотела процењује се на око 150 милиона еура.
Раде Вујачић именован је за почасног конзула Грузије у Црној Гори 7. маја 2019. године.